# (19190) Morihiroshi
(19190) Morihiroshi est un astéroïde de la ceinture principale.

## Description
(19190) Morihiroshi est un astéroïde de la ceinture principale. Il fut découvert le 10 janvier 1992 à Okutama par Tsutomu Hioki et Shuji Hayakawa. Il présente une orbite caractérisée par un demi-grand axe de 2,73 UA, une excentricité de 0,09 et une inclinaison de 6,5° par rapport à l'écliptique.

## Compléments